# GLUT2
حامل شمارهٔ ۲ گلوکز (انگلیسی: Glucose transporter 2) که با نامِ «خانوادهٔ حمل‌کننده‌های محلول ۲، عضو شمارهٔ ۲ حامل‌های تسهیل‌شدهٔ گلوکز» (SLC2A2) هم شناخته می‌شود، یک پروتئین تراپوسته‌ای است که در انسان توسط ژن «SLC2A2» کُدگذاری می‌شود. این پروتئین، انتقال‌دهندهٔ اصلی گلوکز از کبد به خون است و در جذب کلیوی گلوکز هم نقش دارد. این پروتئین همچنین توانایی حمل فروکتوز را نیز داراست. این آنزیم برای انتشار تسهیل‌شدهٔ گلوکز نیازی به حضور انسولین ندارد.

## اهمیت بالینی
نقص در ژن «SLC2A2» سبب بروز نوع خاصی از بیماری ذخیرهٔ گلیکوژن به نام سندرم فانکونی-بیکل می‌گردد.
پروتئین GLUT2 در تنظیم فشار اسمزی و پیشگیری از سکته‌های مغزی ناشی از ورم، به‌ویژه هنگامی که سطح قند خون بالاتر از میانگین مورد انتظار است، نقش دارد.

## نقشه مسیر تعاملی
روی ژن‌ها، پروتئین‌ها و متابولیت‌های شیمیایی زیر کلیک کنید تا به مقالهٔ مربوطه هدایت شوید. 
1. ↑  این نقشهٔ تعاملی را می‌توانید با مراجعه به WikiPathways ویرایش کنید: "GlycolysisGluconeogenesis_WP534".